# هانز كريستيان شتروبله
هانز كريستيان شتروبله (بالألمانية: Hans-Christian Ströbele) سياسي ألماني من حزب الحضرالألماني ومحامي من مواليد مدينة هاله في عام 1939. كان نائب رئيس كتلة الخضر في البرلمان الألماني (البونسدتاغ).

## العائلة
كان والده كيمائي ووالدته محامية. انتقلت الأسرة بعد سقوط النظام النازي مع القوات الأمريكية التي انسحبت إلى مناطق أخرى في ألمانيا، مما أصبح فيما بعد منطقة نفوذ سوفياتية، وأحذت معها أشخاص ذوي كفاءة إلى مقاطعة نوردراين فستفالن وكان من ضمن هؤلاء عائلة شتروبله. ونشأ شتروبله الابن في مدينة مارل الصغيرة هناك.

## حياته العامة
درس السياسة والقانون في جامعة هايدلبرغ وجامعة برلين الحرة وأصبح محاميا مشهورا بالدفاع عن معتقلي المظاهرات وعن اليساريين المتشددين. انتمى أولا للحزب الاجتماعي الألماني الحزب الديمقراطي الاجتماعي الألماني إلا أنه فصل من الحزب إثر مخاطبته للمعتقلين من أعضاء راف بالرفاق الأعزاء. شارك في المظاهرات الطلابية التي عمّت الغرب في عام 1968 وأصبح أحد ممثليها البارزين. ومثل هذه المواقف الجدالية مشهورة عن شتروبله ومنها مثلا مطالبته بترخيص استهلاك أنواع من المخدرات أو احتساب عيد للمسلمين في ألمانيا بعد حذف عيد مسيحي أو تفهمه للصواريخ العراقية على إسرائيل أو مطالبته بترجمة النشيد الوطني الألماني للغة التركية إلخ.
كان شتروبله دائم الحضور في المظاهرات بكل بساطة بدراجته القديمة المتآكلة ذات القفل السميك وهو يجول بين المتظاهرين ويتدخل عندما تحصل مشاكل بين المتظاهرين وبين الشرطة.
عمل منذ عام 2002 كنائب لكتلة الخضر في البرلمان الألماني (البندستاغ) وهو مسؤؤل عن التحقيق في دور المخابرات الألمانية في القيام بنشاطات غير قانونية تتعلق بالتعذيب أو انتهاك الحياد أو مساعدة أجهزة مخابرات أخرى في إطار ما يسمى بالحرب على الإرهاب.
وشتروبله هو أحد مؤوسسي الجريدة اليسارية تاتز TAZ وأحد مؤسسي حزب الخضر الألماني وأبرز ممثليه.

## روابط خارجية
- هانز كريستيان شتروبله على موقع IMDb (الإنجليزية)
- هانز كريستيان شتروبله على موقع مونزينجر (الألمانية)
- هانز كريستيان شتروبله على موقع ألو سيني (الفرنسية)
- هانز كريستيان شتروبله على موقع قاعدة بيانات الفيلم (الإنجليزية)